# Might Just Take Your Life/Coronarias Redig
Might Just Take Your Life/Coronarias Redig è un singolo dei Deep Purple pubblicato nel 1974. La versione del brano pubblicata sul lato A del singolo è leggermente più breve (3.31 contro 4.36) di quella presente sul Long Playing di riferimento (Burn) per rientrare nei limiti del 45 giri, mentre il pezzo del lato B non venne inserito nell’album..

## Tracce
Lato A
1. Might Just Take Your Life – 3:31 (Ritchie Blackmore, Jon Lord, Ian Paice, David Coverdale)

Lato B
1. Coronarias Redig – 4:53 (Ritchie Blackmore, Jon Lord, Ian Paice)